# Taça de Portugal 1942-1943
La Taça de Portugal 1942-1943 fu la quinta edizione della Coppa di Portogallo. La squadra vincitrice fu per la seconda volta il Benfica grazie alla vittoria nella finale del 20 giugno 1943 contro il Vitória Setúbal.

## Partecipanti
- Algarve:  Olhanense,  Lusitano VRSA
- Braga:  Braga,  Vitória Guimarães
- Coimbra:  Académica
- Lisbona:  Benfica,  Sporting Lisbona,  Belenenses,  Unidos
- Porto:  Porto,  Sanjoanense,  Leça,  Leixões
- Setúbal:  Vitória Setúbal,  Barreirense,  UFC Barreiro

## Ottavi di finale
|                  | Risultato |                   |
| ---------------- | --------- | ----------------- |
| Vitória Setúbal  | 2 - 1     | Leixões           |
| Unidos           | 5 - 0     | Braga             |
| UFC Barreiro     | 7 - 1     | Lusitano VRSA     |
| Sporting Lisbona | 4 - 1     | Olhanense         |
| Porto            | 15 - 1    | Sanjoanense       |
| Barreirense      | 4 - 2     | Leça              |
| Benfica          | 7 - 1     | Vitória Guimarães |
| Belenenses       | 5 - 0     | Académica         |

## Quarti di finale
|                  | Risultato |              |
| ---------------- | --------- | ------------ |
| Vitória Setúbal  | 2 - 0     | Barreirense  |
| Sporting Lisbona | 1 - 0     | Belenenses   |
| Porto            | 2 - 0     | UFC Barreiro |
| Benfica          | 5 - 2     | Unidos       |

## Semifinali
|                 | Risultato |                  |
| --------------- | --------- | ---------------- |
| Benfica         | 3 - 2     | Sporting Lisbona |
| Vitória Setúbal | 7 - 0     | Porto            |

## Finale
| Arbitro: | Araújo Correia (Oporto) |

|                                                           |           |            |
| Pipi 12’ Da Costa 23’ Julinho 32’, 88’ Armindo 75’ (aut.) | Marcatori | 58’ Amador |

| Benfica | Vitória Setúbal |

### Formazioni
| Benfica     |   |                       |
|             |   |                       |
| POR         | 1 | António Martins       |
| DIF         |   | Álvaro Gaspar Pinto   |
| CEN         |   | Francisco Ferreira () |
| CEN         |   | César Ferreira        |
| CEN         |   | Joaquim Alcobia       |
| CEN         |   | Rogério Pipi          |
| CEN         |   | Manuel Jordão         |
| CEN         |   | Manuel da Costa       |
| ATT         |   | Joaquim Teixeira      |
| ATT         |   | Francisco Pires       |
| ATT         |   | Julinho               |
| Sostituiti: |   |                       |
| Allenatore: |   |                       |
| János Biri  |   |                       |

| Vitória Setúbal |   |                       |
|                 |   |                       |
| POR             | 1 | Indalécio             |
| DIF             |   | Montês                |
| DIF             |   | Armindo               |
| DIF             |   | Joaquim Pacheco       |
| CEN             |   | Francisco Júlio       |
| CEN             |   | Passos                |
| CEN             |   | Rogério Cruz          |
| CEN             |   | António Figueiredo () |
| ATT             |   | Aníbal Rendas         |
| ATT             |   | João Nunes            |
| ATT             |   | Amador                |
| Sostituiti:     |   |                       |
| Allenatore:     |   |                       |
| Armando Martins |   |                       |